# Aleuromarginatus dalbergiae
Aleuromarginatus dalbergiae is een halfvleugelig insect uit de familie witte vliegen (Aleyrodidae), onderfamilie Aleyrodinae.
De wetenschappelijke naam van deze soort is voor het eerst geldig gepubliceerd door Cohic in 1969.